# Хорольська Таїсія Станіславівна
Таїсія Станіславівна Хорольська (16 вересня 1993, Кривий Ріг, Україна) — українська волейболістка, центральний блокувальник. Майстер спорту України.

## Клуби
| Роки      | Команди                 |
| --------- | ----------------------- |
| 2009—2012 | «Сєвєродончанка-2»      |
| 2012—2016 | «Сєвєродончанка»        |
| 2017—2018 | «Полтавчанка» (Полтава) |
| 2019—2021 | «Регіна» (Рівне)        |
| 2021—2022 | «Аланта» (Дніпро)       |
| 2022—     | «Лука Копер»            |

## Досягнення
- Чемпіонат України

Друге місце (2): 2014, 2015
Третє місце (1): 2016
- Кубок України

Друге місце (3): 2013, 2014, 2015
Третє місце (2): 2016, 2021